# بحيرة نوركونيان
بحيرة نوركونيان هي بحيرة اصطناعية، في نوركو، مقاطعة ريفرسايد، كاليفورنيا , الولايات المتحدة الأمريكية.
تم إنشاء بحيرة نوركونيان في عام 1920 في وقت مبكر كجزء من منتجع نوركونيان. وقد تم تجهيز 60 فدان (24 هكتار) هذه البحيرة مع مرفأ وجناح جميل. وكانت هذه البحيرة موقع لتصوير الافلام حيث تم تصوير أفلام قليلة عام 1930. حصلت مع لجوء القوات البحرية الأمريكية في عام 1941، والبحيرة هي الآن جزء من البحرية السطحية مركز تقييم الحرب.

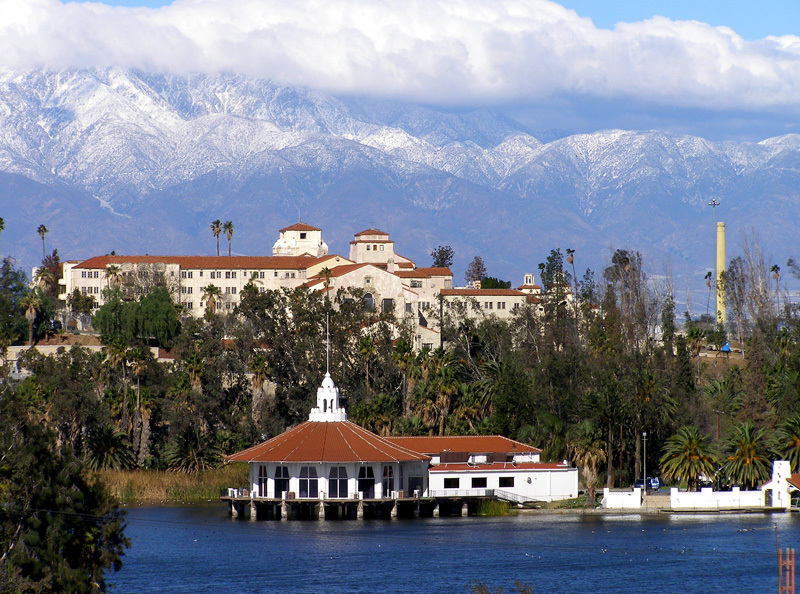
فندق بحيرة نوركونيان